# وزارة عزيز صدقي
وزارة عزيز صدقي هي الوزارة الثانية والتسعون في تاريخ مصر والخامسة في عهد أنور السادات وتشكلت في 17 يناير 1972.:81:82

## أعضاء الحكومة
| الوزارة                                                 | الوزير                 |
| ------------------------------------------------------- | ---------------------- |
| رئيس مجلس الوزراء                                       | عزيز صدقي              |
| نائب رئيس مجلس الوزراء ووزير للثقافة والإعلام           | محمد عبد القادر حاتم   |
| نائب رئيس مجلس الوزراء                                  | محمد عبد السلام الزيات |
| نائب رئيس مجلس الوزراء ووزير الاقتصاد والتجارة الخارجية | محمد عبد الله مرزبان   |
| نائب رئيس مجلس الوزراء للداخلية                         | ممدوح سالم             |
| نائب رئيس مجلس الوزراء للحربية والإنتاج الحربي          | محمد صادق              |
| الخارجية                                                | محمد مراد غالب         |
| الخزانة                                                 | عبد العزيز حجازي       |
| المواصلات                                               | محمود رياض             |
| التخطيط                                                 | السيد جاب الله السيد   |
| الطيران المدني                                          | أحمد نوح               |
| الكهرباء                                                | أحمد سلطان             |
| العدل                                                   | محمد سلامة             |
| الشئون الاجتماعية                                       | عائشة راتب             |
| الإسكان والتشييد                                        | عبد العزيز كمال محمد   |
| الصناعة والبترول والثروة المعدنية                       | يحيى الملا             |
| التموين والتجارة الداخلية                               | فؤاد مرسي              |
| النقل البحري                                            | أحمد محمد عفت          |
| الزراعة واستصلاح الأراضي                                | مصطفى الجبلي           |
| الأوقاف وشئون الأزهر                                    | عبد الحليم محمود       |
| التربية والتعليم                                        | علي عبد الرازق         |
| الري                                                    | عزيز يوسف سعد          |
| السياحة                                                 | زكي هاشم               |
| التعليم العالي                                          | شمس الدين الوكيل       |
| النقل                                                   | حسن حميدة              |
| الصحة                                                   | محمود محفوظ            |
| القوى العاملة                                           | صلاح الدين محمد غريب   |
| الدولة للإنتاج الحربي                                   | محمد إبراهيم سليم      |
| الدولة للتخطيط                                          | إسماعيل صبري عبد الله  |
| الدولة للإعلام                                          | محمد حسن الزيات        |
| الدولة لشئون مجلس الوزراء                               | عبد المنعم يونس عمارة  |
| الدولة لاستصلاح الأراضي                                 | عثمان عدلي بدران       |

## تعديلات
- في 8 سبتمبر 1972 صدر قرار بتعيين:
  - محمد حسن الزيات (وزير الدولة للإعلام) وزيراً للخارجية.
  - أحمد كمال أبو المجد وزياً للشباب.
- في 26 أكتوبر 1972 صدر قرار بتعيين:
  - الفريق أحمد إسماعيل وزيراً للحربية.
  - الفريق احمد كامل البدري وزيراً للإنتاج الحربي.
  - أعفي الفريق محمد صادق من وزارة الحربية.
  - عين الفريق محمد إبراهيم سليم مديراً للكلية الفنية العسكرية.